# Одарґово (Західнопоморське воєводство)
Одарґово (пол. Odargowo, нім. Wudarge) — село в Польщі, у гміні Добжани Старгардського повіту Західнопоморського воєводства.
Населення — 206 осіб (2011).
У 1975-1998 роках село належало до Щецинського воєводства.

## Демографія
Демографічна структура станом на 31 березня 2011 року:
|          | Загалом | Допрацездатний вік | Працездатний вік | Постпрацездатний вік |
| -------- | ------- | ------------------ | ---------------- | -------------------- |
| Чоловіки | 102     | 21                 | 72               | 9                    |
| Жінки    | 104     | 33                 | 52               | 19                   |
| Разом    | 206     | 54                 | 124              | 28                   |